# Bartatua
Bartatua, auch Partatua (assyrisch P/Bar-ta-tu-a; altgriechisch Προτοθύης Protothýes) war ein Skythenkönig im 7. Jahrhundert v. Chr.
Laut einem assyrischen Text befragte König Asarhaddon im Jahre 672 v. Chr. das Orakel des Sonnengottes Šamaš, ob Bartatua ein verlässlicher Bündnispartner wäre, wenn er diesem wie gewünscht eine seiner Töchter zur Ehe gebe.
Bartatua ist identisch mit dem bei Herodot genannten Skythenkönig Protothyes, dem Vater des Madyes.